# Sint-Martinuskerk (Opheylissem)

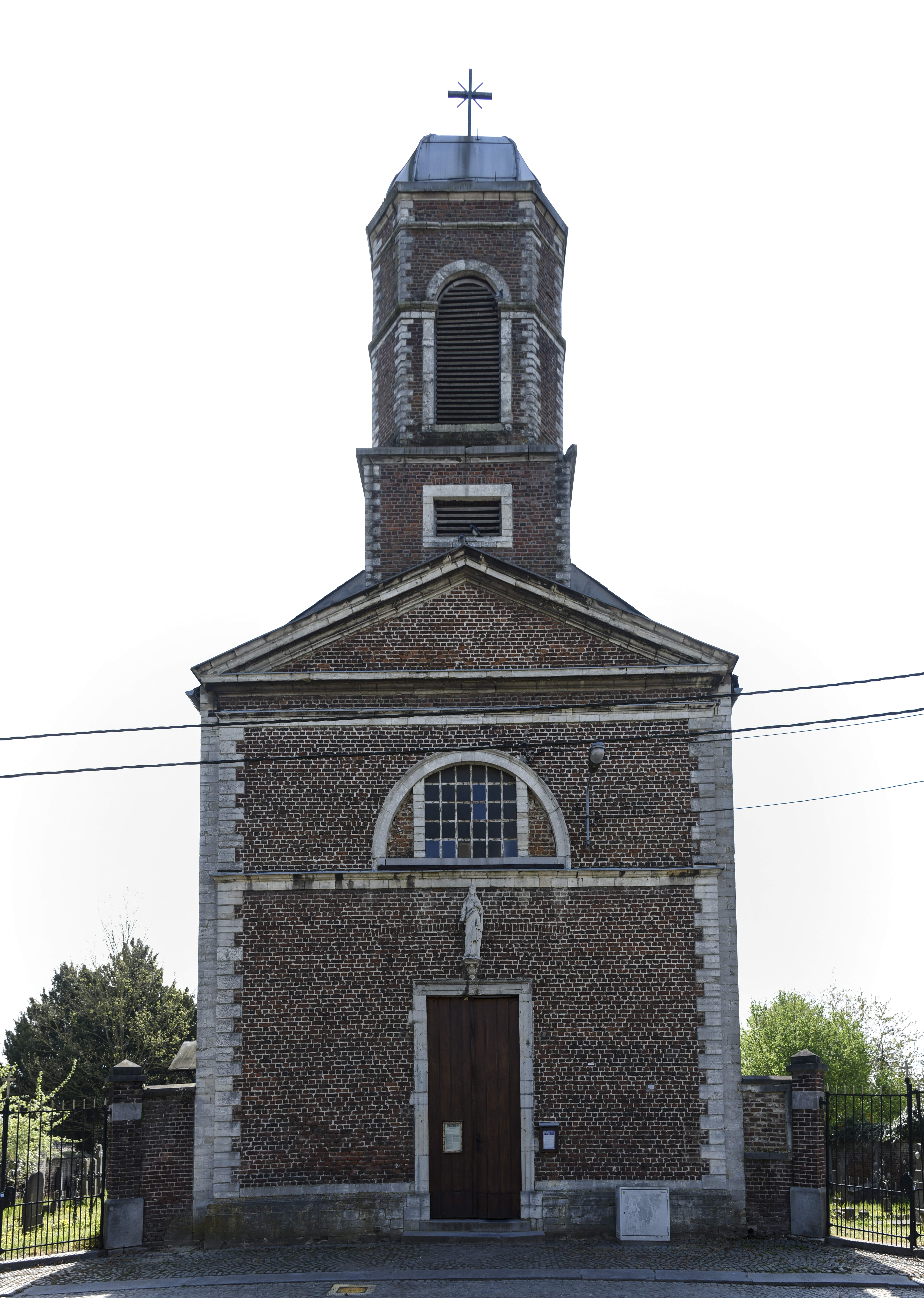
Sint-Martinuskerk

De Sint-Martinuskerk is een kerkgebouw in het dorp Opheylissem in de Belgische provincie Waals-Brabant . De kerk is toegewijd aan Martinus van Tours.
Het is een neoclassicistisch bouwwerk van 1830 dat werd gebouwd nadat het voorgaande kerkgebouw werd verwoest door een aardbeving in 1828.

## Galerij

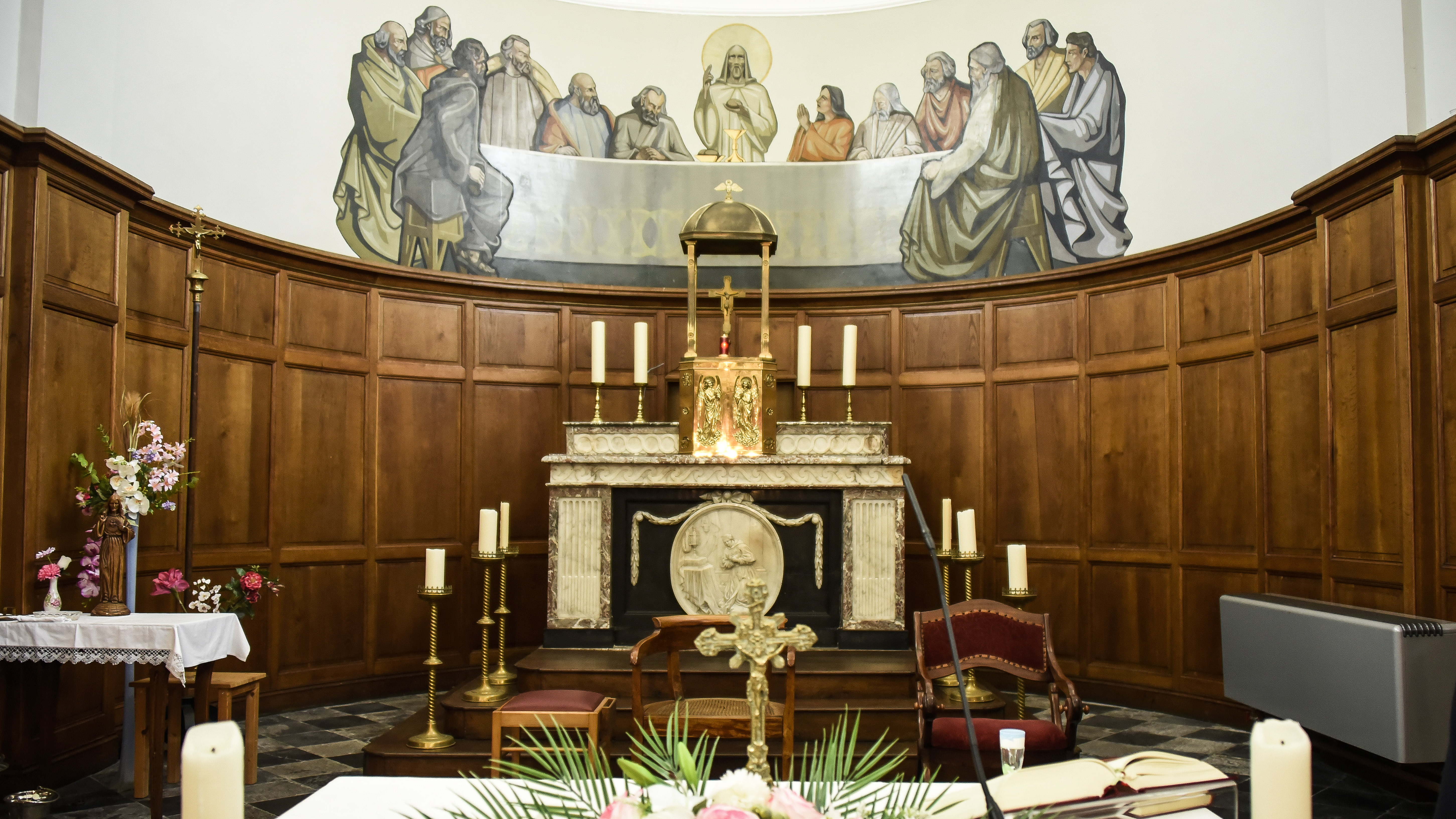
Hoogaltaar
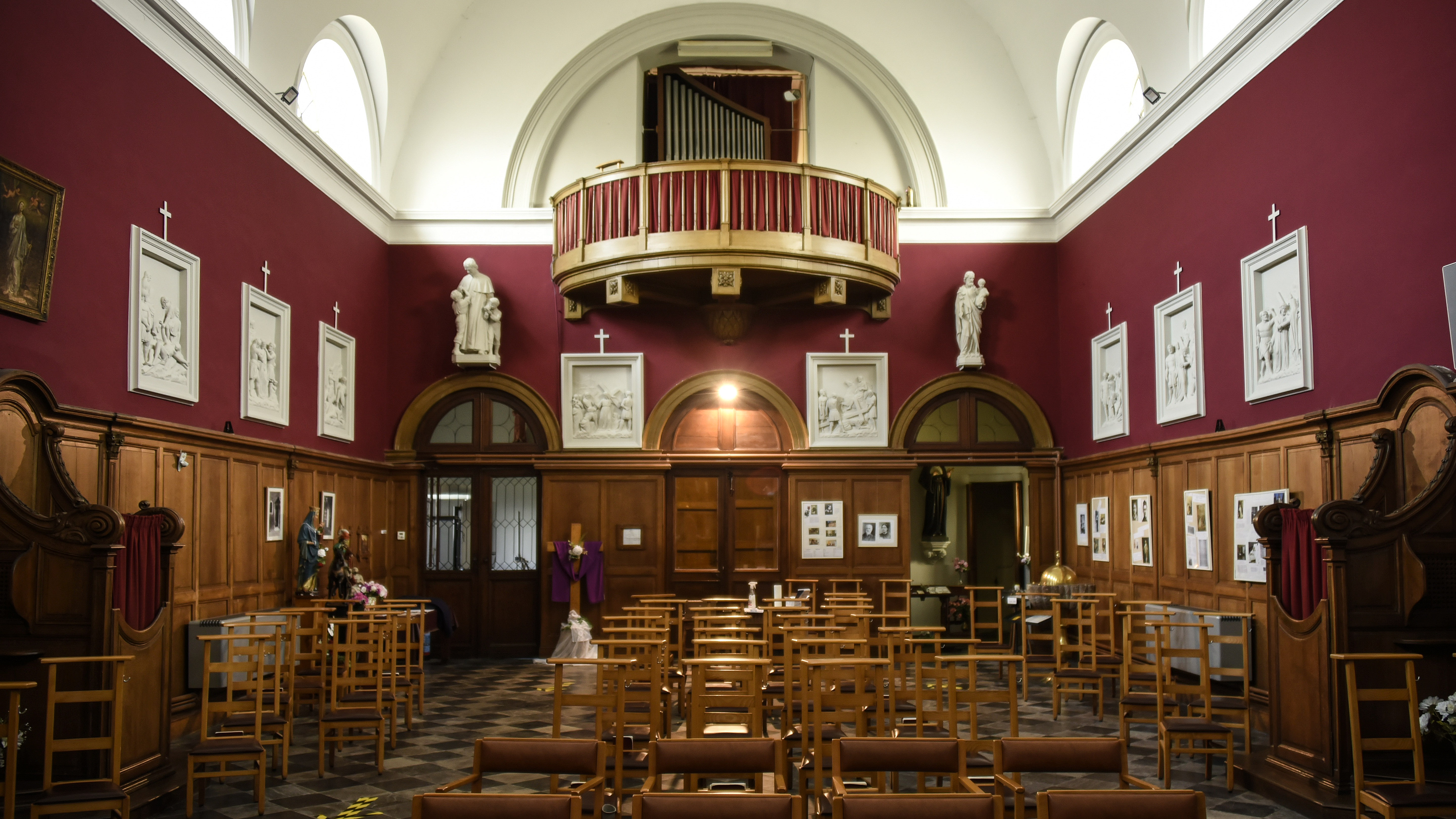
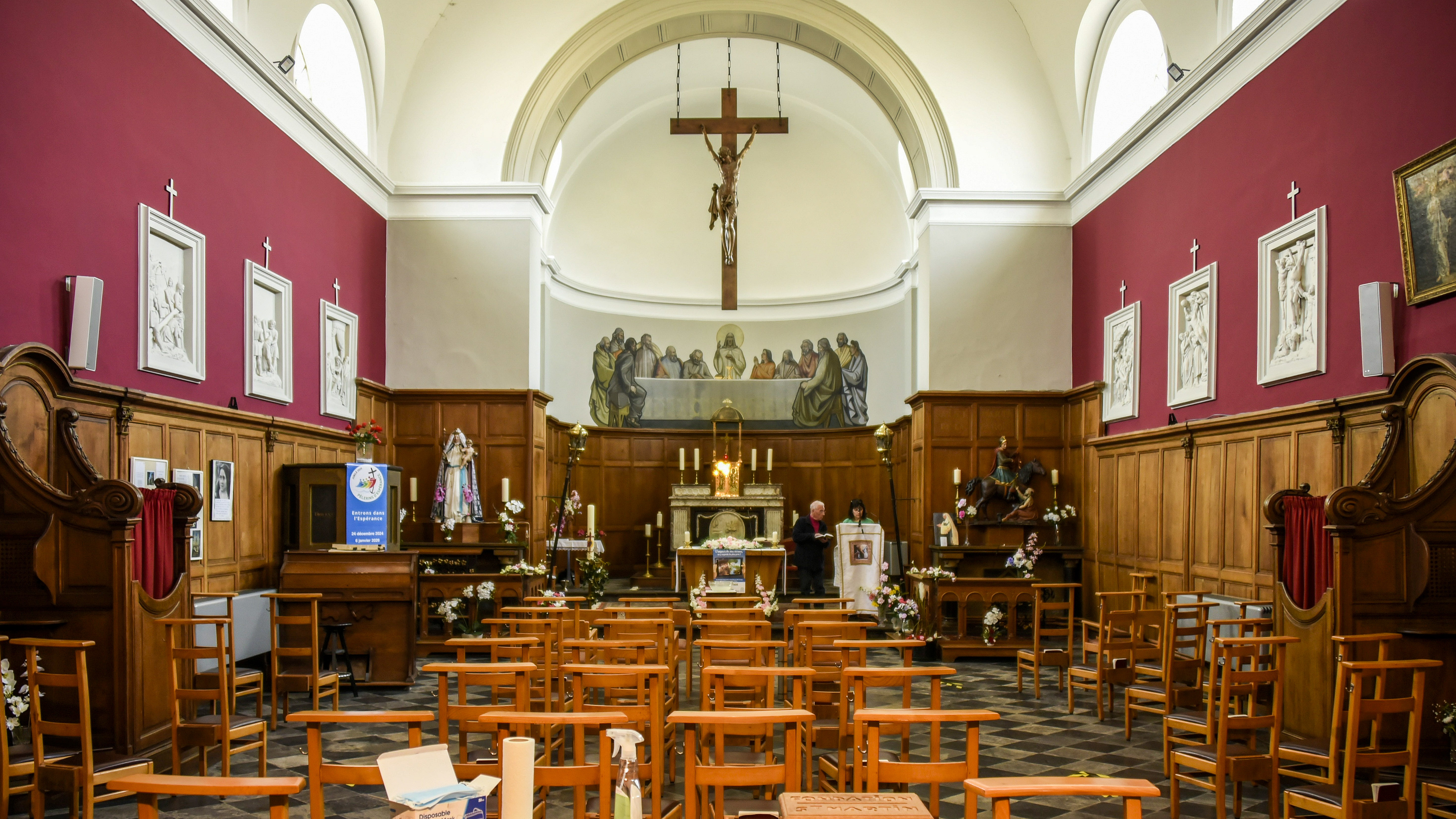